# John Snowden

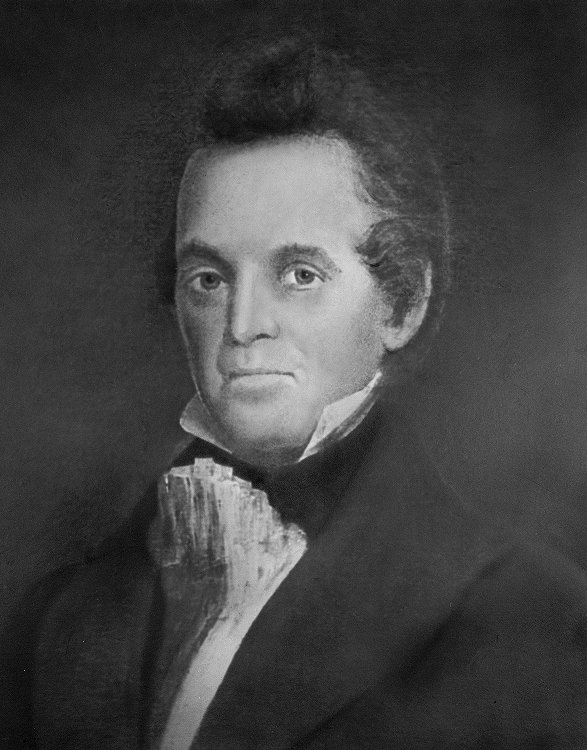

John Maugridge Snowden (1776 - 3 april 1845) was een Amerikaans zakenman en tussen 1825 en 1828 burgemeester van Pittsburgh.
Snowden werd geboren in Philadelphia. Zijn vader werd tijdens de Amerikaanse Onafhankelijkheidsoorlog door de Britten gevangengenomen; hij stierf in gevangenschap. Zijn moeder adviseerde George Washington toen die in Pennsylvanië strijd leverde. In 1811 startte Snowden een drukkerij en boekhandel in Pittsburgh. Later gaf hij zijn eigen krant uit, de Pittsburgh Mercury en werd hij president van de Bank of Pittsburgh.
In 1825 werd Snowden burgemeester van Pittsburgh. Eerder was hij lid van het bestuur van Allegheny County, waar Pittsburgh onder valt.
Na zijn dood werd Snowden Township naar hem vernoemd.
- Library of Congress Control Number: n88057270
- Virtual International Authority File: 40920965
- WorldCat: E39PBJjCJhhYF99DDcxMdd6h73